# Bill Monroe

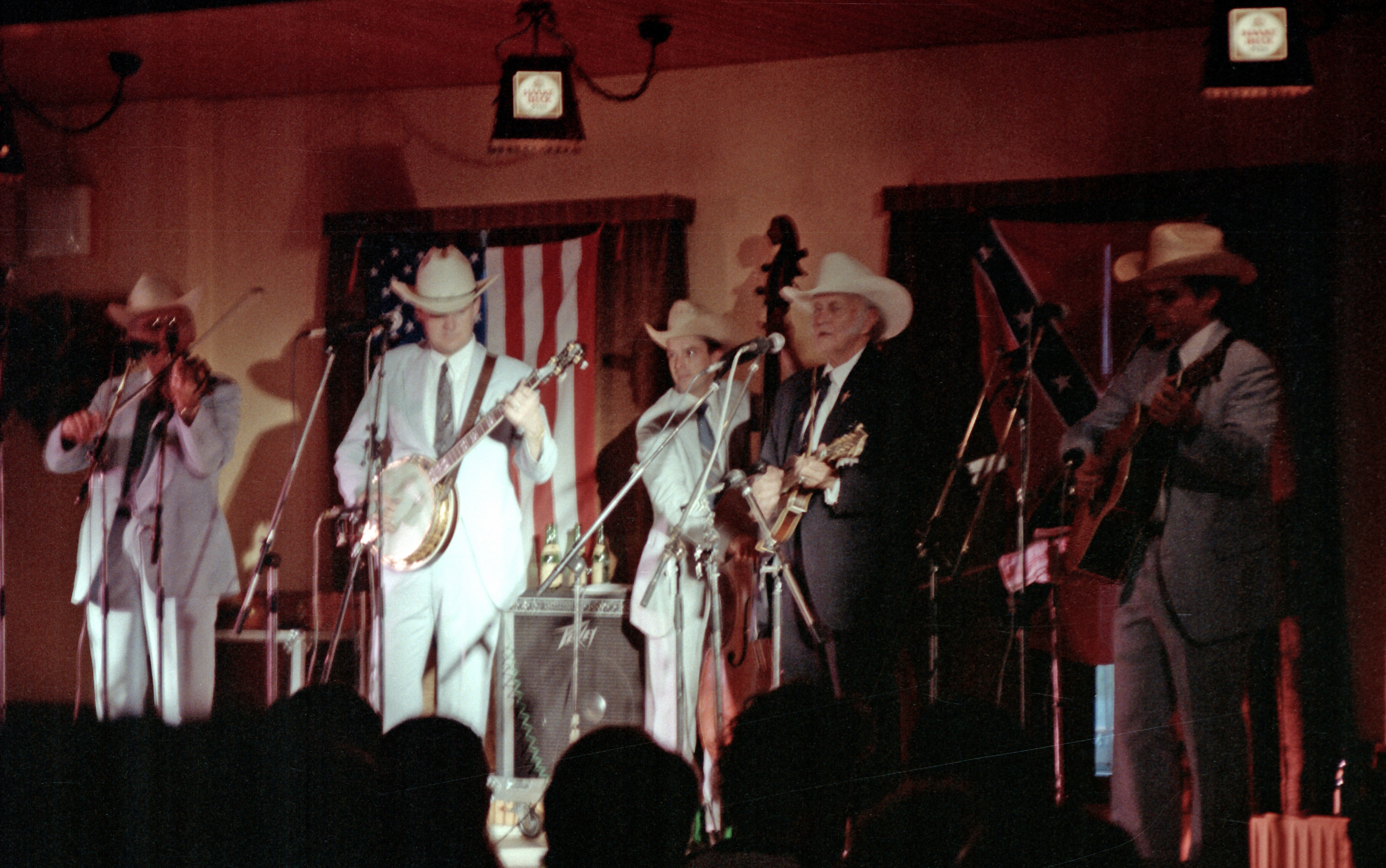
Bill Monroe mit Band, 1989

William Smith „Bill“ Monroe (* 13. September 1911 in Rosine, Kentucky; † 9. September 1996 in Springfield, Tennessee) war ein US-amerikanischer Country-Sänger, Musiker und Songwriter. Er ist bekannt für seinen hohen Gesang und seine schnellen Soloeinlagen auf der Mandoline. 
Durch den kommerziellen Erfolg Monroes nannten die Medien ab Anfang der 1950er seinen neu kreierten Stil Bluegrass, in Anlehnung an seine Begleitband. Zuvor hatte man für diese Stilrichtung keine Bezeichnung. Er gilt deshalb auch als „Father of Bluegrass“. In seiner 61 Jahre dauernden Karriere nahm er mehr als 500 Platten auf. Zwei seiner größten Hits sind Blue Moon of Kentucky und Kentucky Waltz.

## Leben

### Kindheit und Jugend

Monroe mit seiner Mutter (1919)

Bill Monroe war das achte und jüngste Kind von James Buchanan „Buck“ Monroe und Melissa Ann Van Diver. Geboren und aufgewachsen auf der Farm der Eltern in Rosine, entwickelte sich Monroe aufgrund einer Sehbehinderung als introvertiertes Kind. Weil sein Bruder Birch Fiddle und sein anderer Bruder Charlie Gitarre spielten, lernte Monroe Mandoline spielen, ein für die damalige Zeit eher unübliches Instrument. 
Die Mutter brachte ihren Kindern schon früh das Singen bei, was Monroe nachhaltig beeinflusste. Weitere Einflüsse waren sein Onkel Pendelton „Uncle Pen“ Vandiver, der Fiddle spielte und der afroamerikanische Bluesgitarrist Arnold Shultz. Mit beiden trat Monroe in seiner Jugend vereinzelt bei sogenannten Barn Dances, auf.
Mit seinen beiden Brüdern Birch und Charlie zog Bill Monroe nach Chicago, wo sie in einer Ölraffinerie arbeiteten. Ihren ersten öffentlich Auftritt hatten sie bei einem Radiosender. Ihr Vater war zum Debüt seiner Söhne aus Kentucky angereist, kurz danach starben er und seine Frau. Bill Monroe war zu der Zeit 16 Jahre alt. Später trat das Trio in der populären Radiosendung WLS National Barn Dance des Senders WLS auf. 
Zu dieser Zeit feierte der Mundharmonikaspieler DeFord Bailey in der Show große Erfolge. Monroe nannte ihn später in Interviews immer wieder als Vorbild; er war auch 1982 bei Baileys Beerdigung sowie bei dessen postumer Aufnahme in die Country Music Hall of Fame anwesend. 1934 verließ Birch das Trio. Die beiden verbliebenen Brüder beschlossen, sich von nun an professionell der Musik zu widmen.

### Karrierebeginn
Zunächst traten sie in Radioprogrammen lokaler Radiosender in Nebraska und Iowa auf. Als sie sich in Charlotte, North Carolina niederließen, wuchs ihre Popularität stetig. Schon damals waren die beiden Brüder berühmt für ihre schnellen Instrumentaleinlagen, vor allem Bill Monroes Tempo auf der Mandoline beeindruckte viele. „Lightning-fast“ (blitzschnell) hob er die Mandoline als Soloinstrument hervor, wie einer der Radiodirektoren sagte. Bald kannte sie der gesamte östliche Süden als The Monroe Brothers. Auftritte bestritten sie unter anderem auf dem Sender WBT und deren Crazy Barn Dance, in dem auch andere Stringbands der Region auftraten.

### The Monroe Brothers

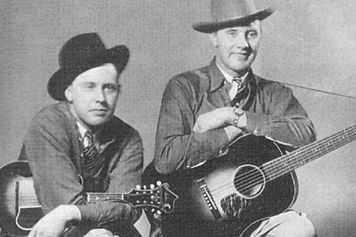
Bill und Charlie Monroe, ca. 1936

1936 bekamen sie einen Plattenvertrag bei RCA Victors Sublabel Bluebird Records.
Ihre erste Platte What Would You Give in Exchange for Your Soul verkaufte sich gut, so dass sie weitere Platten aufnahmen. Neben den Blue Sky Boys zählten die Monroe Brothers zu den erfolgreichsten Duos der dreißiger Jahre. Insgesamt nahmen sie über 60 verschiedene Songs auf, die sich alle gut verkauften. Weitere Titel waren beispielsweise Nine Pound Hammer, New River Train und John Henry. Jedoch gerieten die beiden eigenwilligen Brüder in Streit und trennten sich 1938.

### Anfänge des Bluegrass
Kurz darauf gründete Bill Monroe The Kentuckians, die er bald in The Blue Grass Boys umbenannte. Der Name ist eine Reminiszenz an den „Bluegrass-State“ Kentucky; der Begriff Bluegrass bezeichnet die aufgrund des nährstoffreichen Bodens blaugrünen Blätter der verbreiteten Grasart Poa pratensis. Der neue Stil wurde von den Medien deshalb später als Bluegrass bezeichnet. Mit der neuen Band nahm Monroe noch zwei Sessions auf, da sein Plattenvertrag bei RCA noch nicht ausgelaufen war. Danach arbeitete er kurzzeitig beim Radiosender WBT.
Am 28. Oktober 1939 spielte die Band der Leitung der Grand Ole Opry vor. Die drei Verantwortlichen, George D. Hay, Harry Stone und David Stone waren beeindruckt von dem völlig neuen Stil der Country-Musik. Monroe mischte Hillbilly- und Old-Time-Fiddle-Stücke mit Gospel, afroamerikanischer Tanzmusik, irischen Balladen und reicherte diese Mischform mit Blues-, Jazz-, Swing- und Folkelementen an. Heraus kam der typische Bluegrass-Sound, der sich durch hohe, scharfe Stimmen und schnellen Rhythmen auszeichnete. Ergänzt wurde dies durch meist improvisierte Instrumentalteile, die ein hohes Können jedes einzelnen Musikers erforderten.
Die Programmleitung engagierte Monroe und seine Band im Oktober 1939. Auf ihrem ersten Auftritt stellten sie ihre Version des Mule Skinner Blues vor, der ein früherer Erfolgshit von Jimmie Rodgers war. Durch den Bekanntheitsgrad der Grand Ole Opry stieg die Popularität der Blue Grass Boys stetig an. Bis zu seinem Tod blieb Monroe Mitglied der Opry. 1940 wurden die ersten Aufnahmen produziert, ihre erste Single war Six White Horses auf der A-Seite und der Mule Skinner Blues auf der B-Seite.
1943 verdiente Bill Monroe alleine durch Auftritte 200.000 Dollar im Jahr. Mit diesem Geld gründete Monroe eine eigene Zeltshow, die Musik, Show und Komödie verband. Mit diesem Konzept reisten er und die Blue Grass Boys durch den gesamten Süden der USA. 1944 fügte Monroe das Banjo zu seinem neu kreierten Stil hinzu, zuerst in der Besetzung mit David Akeman („Stringbean“). 1945 wurde dieser durch den im Drei-Finger-Stil spielenden Earl Scruggs ersetzt.

### Durchbruch
Am 16. September 1946 wurden die ersten Aufnahmen für Columbia Records in den Castle Studios, Nashville eingespielt, die man als typischen Bluegrass bezeichnen kann. Die Besetzung bei dieser Session war im Einzelnen Bill Monroe (Gesang und Mandoline), Earl Scruggs (Banjo), Lester Flatt (Gitarre), Howard Watts (Bass) und Chubby Wise (Fiddle). Als Columbia die Stanley Brothers unter Vertrag nahm, wechselte Monroe erst zum Decca Label, dann zu MCA. Sein größter Hit, Blue Moon of Kentucky, den auch Elvis Presley 1954 bei seinen ersten Aufnahmen einspielte, stammt aus dem Jahr 1946. Als Monroe die Version Presleys hörte, war er begeistert. Er selbst soll sofort danach ins Studio gegangen sein, um ebenfalls eine neue Version im „Lonesome-High“-Sound aufzunehmen.
Der „Lonesome-High“-Sound war eine Weiterentwicklung von Monroe, in der noch höhere Gesangsparts und langsamere Rhythmen zum Einsatz kamen. Unterstützt wurde dieser Stil durch die Spielweise des damaligen Gitarristen Jimmy Martin. Flatt und Scruggs waren zuvor aus der Band ausgestiegen und hatten die Foggy Mountain Boys gegründet. Kurz danach stieg auch Chubby Wise aus, was dem Erfolg Monroes und seiner Band jedoch nicht schadete, ganz im Gegenteil, denn schon bald fand die Band neue Mitglieder. Ab Ende der 1940er traten sie nur noch unter dem Namen Bill Monroe and his Blue Grass Boys auf.
Monroe feierte weitere große Erfolge, unter anderem mit den Titeln Roanoke von 1954, Scotland von 1958 (#27), Gotta Travel On von 1959 (#15), Linda Lou von 1960, Columbus Stockade Blues von 1962 oder Walls of Time von 1968. Außerdem nahm er regelmäßig Instrumentalstücke wie Bluegrass Breakdown, Bluegrass Ramble oder Bluegrass Stomp auf, die die Virtuosität aller Bandmitglieder aufzeigen.

### 1960er und 1970er Jahre
Anfang der 1960er bildete der akustische Bluegrass schon bald eine Alternative zu den mit elektronischen Instrumenten gespielten Stilen Honky Tonk, Country-Pop und Rockabilly. Mit der Hilfe des Promoters Ralph Rinzler begann Monroe die Aufmerksamkeit der jungen Folk-Fans auf sich zu ziehen.
1965 wurde das erste Bluegrass-Festival veranstaltet, in dem Bill Monroe den Mittelpunkt bildete. 1967 startete er sein eigenes jährlich stattfindendes Bluegrass-Festival in Bean Blossom, Indiana. Trotzdem ließen seine Plattenverkäufe allmählich nach, denn die Country-Musik hatte sich seit den 1950ern immer mehr dem Pop angenähert. Monroe hatte sich seit seinem Karrierebeginn eine große Fangemeinde aufgebaut, die die Verkaufszahlen auf einem konstanten Niveau hielten, was ihn davor bewahrte, seinen Plattenvertrag bei MCA zu verlieren.
1970 wurde Monroe in die Country Music Hall of Fame aufgenommen, die höchste Auszeichnung der Country-Musik. 1975 nahm er mit dem Gitarrenvirtuosen Doc Watson das Album Bill and Doc Sing Country Songs auf.

### 1980er Jahre und Tod
Ende der 1970er begann Monroe durch die ganze Welt zu reisen. Er gab Konzerte in Japan, Kanada, England, Irland, Frankreich, Deutschland, Israel, in der Schweiz und in den Niederlanden. 1982 trat Monroe zusammen mit seiner Band auf einem Gospelkonzert in den Cathedral Caverns, einer großen Tropfsteinhöhle mit unterirdischen Seen auf, das auch von MCA mitgeschnitten, jedoch nie veröffentlicht wurde. 
1983 veröffentlichte er das Album Bill Monroe and Friends, auf denen er mit vielen berühmten Country-Musikern wie Johnny Cash, Waylon Jennings, Willie Nelson und Mel Tillis Duette sang. 1989 gewann Monroe einen Grammy für sein Album Southern Flavor. 1991 wurde er in die International Bluegrass Music Hall of Honor aufgenommen, 1993 erhielt er den Grammy Lifetime Achievement Award.
Bis ins hohe Alter hinein veröffentlichte Bill Monroe neue Alben. Einer seiner letzten Titel war My Last Days on Earth aus dem Jahre 1981. Bis Anfang 1996 trat er noch öffentlich auf. Ein Schlaganfall im April zwang ihn dann zur Aufgabe seiner Auftritte. Am 9. September 1996 starb Bill Monroe im Alter von 85 Jahren an den Folgen des Schlaganfalls in Springfield, Tennessee.

## Lebenswerk

### Musikalische Leistung
Die Lebensleistung Bill Monroes besteht darin, dass er trotz klarer Vorstellungen über den Klang seiner Musik stets neue, auch urbane Talente zu integrieren verstand, die dem Patriarchen, der schon zu Lebzeiten als autoritär und eigenwillig galt, in dessen späteren Jahren im Allgemeinen respektvoll zugetan blieben, selbst wenn sie inzwischen eigene Wege gingen. Heute wird von Fachleuten die Meinung vertreten, dass Bill Monroe mit dem Bluegrass den neben dem Jazz zweiten originären Musikstil der USA geschaffen hat.
Während seiner Zeit als Sänger spielten über 150 verschiedene Musiker in seiner Begleitband, den Blue Grass Boys mit, darunter Stars wie Mac Wiseman, Don Reno und Sonny Osborne. Bill Monroe war eine der wichtigsten und einflussreichsten Persönlichkeiten der Country-Musik. Auch heute noch gibt es in Europa, vor allem aber in den USA große Fangemeinden. In den Vereinigten Staaten ist der Bluegrass zu einer eigenständigen Volksmusik geworden, die bereits viele Unterarten entwickelt hat. Als ein früher Beeinflusser des Rock’n’Rolls wurde Monroe außerdem ein Jahr nach seinem Tod in die Rock and Roll Hall of Fame aufgenommen. Monroe ist einer der wenigen Künstler, die sowohl in die Country Music Hall of Fame, die Nashville Songwriters Hall of Fame und die Rock and Roll Hall of Fame aufgenommen wurden.
Monroe selbst hatte zu Lebzeiten kaum Vorbilder und amüsierte sich gerne über neuere Bluegrass-Musiker, die von seinem Stil abwichen und er sie deshalb nicht mehr als Bluegrass bezeichnete. Gerne verwendete er für solche Musiker den Spruch „That ain’t no part of nothin.“

### Musikalische Gestaltung

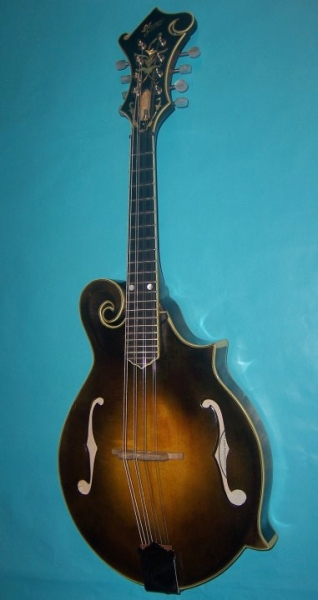
Amerikanische Bluegrass-Mandoline

Auch wenn Bill Monroe immer nur Musik unter dem Begriff Bluegrass spielte, lässt sich seine Musik doch in drei Richtungen einteilen.
Während er in den 1940er Jahren den typischen, schnellen Bluegrass-Sound spielte, veränderte er den Klang der Musik vom „Lonesome-High“-Gesang wie I Hear a Sweet Voice Calling bis hin zum mit Gospelelementen angereicherten Stil, der Titel wie Walking in Jerusalem oder That Home Above hervorbrachte.
Die im Gospelstil gehaltenen Titel wurden meist nur von der Rhythmusgitarre begleitet. Der harte „Chop“ der Band, gespielt von der Fiddle, ergab zusammen mit der Bass-Banjo-Gitarre Kombination den typischen Klang, der fast ausschließlich bei den rhythmisch schnellen Songs verwendet wurde.
Zudem hob Monroe die Mandoline in die Rolle eines Soloinstruments. In dem Instrumentalstück Rawhide wird Bill Monroes ganze Virtuosität auf der Mandoline deutlich. Einer der erfolgreichsten heutigen Vertreter des Bluegrass, Sam Bush, sagte einmal zu dieser Funktion der Mandoline: „I use my mandolin as a drum kit“. Hin und wieder verwendete Monroe in seinen Liedern auch Akkordeons, wie in dem Kentucky Waltz oder dem Instrumentalstück Bluegrass Special.

### Songtexte
Die Songtexte, die Bill Monroe meistens selbst schrieb, handeln oft von der Beschaffenheit seines Heimatstaates Kentucky, der Liebe und haben auch religiöse Themen zum Inhalt. Einige Songs behandeln aber auch persönliche Erfahrungen. Sein Song Uncle Pen ehrt seinen Onkel, mit dem er oft zusammen musizierte. Auch der Titel Little Community Church erzählt eine Begebenheit aus seiner Kindheit. In diesem Lied beschreibt er die kleine Kirche, die heute noch in seinem Heimatort Rosine steht.

## Persönlichkeit
Viele enge Vertraute Monroes berichten, dass er oft eigenwillig war und sogar zu autoritärem Verhalten neigte, was die Mitglieder der Blue Grass Boys oft erfahren mussten. Jedoch galt Monroe bei vielen auch als sehr sensibler Mensch; brauchte er seine Ruhe, zog er sich in eine kleine Hütte zurück und verweilte dort Stunden, hin und wieder auch mit seiner Mandoline. Zudem hatte Monroe verschiedene Frauen an seiner Seite. Er war in erster Ehe mit Carolyn Monroe verheiratet, in zweiter Ehe mit Della Streeter, die ihn bis zu seinem Tode begleitete.
Der Humor Bill Monroes wurde immer als sehr einfallsreich beschrieben. Seit Mitte der 1950er Jahre trat er jedes Jahr zu Weihnachten als Weihnachtsmann auf und spielte mit verschiedenen Musikern wie Doc Watson und Ricky Skaggs zusammen. Durch seine regelmäßigen Auftritte bis ins hohe Alter hinein und seiner bis zu seinem Tod anhaltenden Popularität war er seinen Fans „ausgesetzt“, die um Autogramme und Fotos baten. Diese Wünsche erfüllte Monroe mit Wohlwollen bis hin zu einer leichten Selbstdarstellung.

## Trivia
- Die Hütte, in der Bill Monroe geboren wurde, brannte in seinem dritten Lebensjahr ab.
- Anfang der 1940er Jahre, als Monroe mit seinen Blue Grass Boys durch die Südstaaten tourte, jedoch noch nicht sehr populär war, spielten sie als Baseballmannschaft gegen andere lokale Teams, um sich so Geld dazu zuverdienen.

## Diskografie

### Singles
| Jahr                                                                   | Titel | Anmerkungen                                                       |
| ---------------------------------------------------------------------- | --- | ----------------------------------------------------------------- |
| Bluebird Records bis 1938 mit Charlie Monroe als „the Monroe Brothers“ | |                                                                   |
| 1936                                                                   | What Would You Give In Exchange For You Soul / This World Is Not My Home                                   |                                                                   |
| 1936                                                                   | Drifting Too Far From The Shore / What Is Home Without Love                                                |                                                                   |
| 1936                                                                   | My Long Journey Home / Nine Pound Hammer                                                                   |                                                                   |
| 1936                                                                   | God Holds The Future In His Hand / Lonesome Valley                                                         |                                                                   |
| 1936                                                                   | Darling Corey / Six Months Ain’t Long                                                                      |                                                                   |
| 1936                                                                   | Don’t Forget Me / Just A Song Of Old Kentucky                                                              |                                                                   |
| 1936                                                                   | In My Dear Old Southern Home / On Some Foggy Mountain Top                                                  |                                                                   |
| 1936                                                                   | Little Red Shoes / New River Train                                                                         |                                                                   |
| 1936                                                                   | Old Cross Road / We Read Of A Place That’s Called Heaven                                                   |                                                                   |
| 1936                                                                   | My Saviour’s Train / I Dreamed I Searched Heaven                                                           |                                                                   |
| 1937                                                                   | Where Is My Sailor Boy / Carter Family and Jimmie Rodgers In Texas                                         |                                                                   |
| 1937                                                                   | Roll In My Sweet Baby’s Arms / I’m Thinking Tonight Of The Old Folks                                       |                                                                   |
| 1937                                                                   | When The Saints Go Marchin’ In / Will The Circle Be Unbroken                                               |                                                                   |
| 1937                                                                   | Watermelon Hanging On The Vine / Forgotten Soldier Boy                                                     | A-Seite im Original von den Skillet Lickers                       |
| 1937                                                                   | Some Glad Day / I’m Ready To Go                                                                            |                                                                   |
| 1939                                                                   | What Would The Profit Be / I Have Found The Way                                                            |                                                                   |
| 1937                                                                   | Katy Cline / Roll On Buddy, Roll On                                                                        |                                                                   |
| 1937                                                                   | I Am Going That Way / I’ll Live On                                                                         |                                                                   |
| 1937                                                                   | I’m Going / Do You Call That Religion                                                                      |                                                                   |
| 1937                                                                   | Weeping Willow Tree / Oh Hide You In The Lord                                                              |                                                                   |
| 1937                                                                   | What Would You Give In Exchange For Your Soil, Pt. 2 / What Would You Give In Exchange For Your Soil, Pt.3 |                                                                   |
| 1937                                                                   | He Will Set Your Fields On Fire / On My Way To Glory                                                       |                                                                   |
|                                                                        | All The Good Times Are Passed And Gone / Let Us Be Lovers Again                                            |                                                                   |
| 1937                                                                   | On That Old Gospel Ship / My Last Moving Day                                                               |                                                                   |
| 1938                                                                   | Sinner You Better Get Ready / What Would You Gove In Exchange For Your Soul                                |                                                                   |
| 1938                                                                   | On The Banks Of The Ohio / Fame Apart From God’s Aproval                                                   | B-Seite von Uncle Dave Macon                                      |
| 1938                                                                   | Old Man’s Story / I’ve Still Got 99                                                                        |                                                                   |
| 1938                                                                   | Pearly Gates / On My Way Back Home                                                                         |                                                                   |
| 1938                                                                   | Have A Feast Here Tonight / Goodbye Maggie                                                                 |                                                                   |
| 1938                                                                   | Beautiful Live / When Our Lord Shall Come Again                                                            |                                                                   |
| 1938                                                                   | Rollin’ On / Little Joe                                                                                    |                                                                   |
| 1940                                                                   | Six White Horses / Mule Skinner Blues                                                                      | erste Single mit den Blue Grass Boys                              |
| 1941                                                                   | No Letter In The Mail / Cryin’ Holy Unto The Lord                                                          |                                                                   |
| 1941                                                                   | Dog House Blues / Katy Hill                                                                                |                                                                   |
| 1941                                                                   | I Wonder If You Feel The Way I Do / Tennessee Blues                                                        |                                                                   |
| 1941                                                                   | Blue Yodel No.7 / In the Pines                                                                             |                                                                   |
| 1941                                                                   | Coupon Song / Orange Blossom Special                                                                       |                                                                   |
| 1942                                                                   | Shake My Mother’s Hand For Me / Were You There                                                             |                                                                   |
| 1942                                                                   | Honky Tonk Swing / Back Up And Push                                                                        |                                                                   |
| 1948                                                                   | Mule Skinner Blues / Blue Yodel No.7                                                                       | Wiederveröffentlichung bei RCA Victor                             |
| 1948                                                                   | Katy Hill / Back Up And Push                                                                               | Wiederveröffentlichung bei RCA Victor                             |
| Columbia Records                                                       | |                                                                   |
| 1946                                                                   | Rocky Road Blues / Kentucky Waltz                                                                          | Kentucky Waltz hat die Komposition des Tennessee Waltz inspiriert |
| 1946                                                                   | True Life Blues / Footprints In The Snow                                                                   | Footprints In The Snow im Original von Cliff Carlisle             |
| 1947                                                                   | Mansions For Me / Mother’s Only Sleeping                                                                   |                                                                   |
| 1947                                                                   | Blue Yodel No.4 / Will You Be Loving Another Man                                                           |                                                                   |
| 1947                                                                   | Goodbye Old Pal / Blue Moon Of Kentucky                                                                    |                                                                   |
| 1947                                                                   | Blue Grass Special / How Will I Explain About You                                                          |                                                                   |
| 1948                                                                   | Shine, Hallelujah Shine / I’m Travelling On and On                                                         |                                                                   |
| 1948                                                                   | My Rose Of Old Kentucky / Sweetheart, You Done Me Wrong                                                    |                                                                   |
| 1948                                                                   | It’s Mighty Dark To Travel / When You’re Lonely                                                            |                                                                   |
| 1949                                                                   | Toy Heart / Blue Grass Breakdown                                                                           |                                                                   |
| 1949                                                                   | Old Cross Road / Remember The Cross                                                                        |                                                                   |
| 1949                                                                   | Heavy Traffic Ahead / Along About Daybreak                                                                 |                                                                   |
| 1949                                                                   | I’m Going Back To Old Kentucky / Molly and Tenbrooks                                                       |                                                                   |
| 1950                                                                   | Travelin’ This Lonesome Road / Can’t You Hear Me Callin’                                                   | Wiederveröffentlichung                                            |
| 1954                                                                   | Kentucky Waltz / Footprints In The Snow                                                                    | Wiederveröffentlichung                                            |
| 1954                                                                   | Blue Moon Of Kentucky / Blue Grass Special                                                                 | Wiederveröffentlichung                                            |
| um 1955                                                                | Mansions For Me / Mother’s Only Sleeping                                                                   | Wiederveröffentlichung                                            |
| Decca Records                                                          | |                                                                   |
| 1950                                                                   | New Mule Skinner Blues / My Little Georgia Rose                                                            |                                                                   |
| 1950                                                                   | Alabama Waltz / Old Fiddler                                                                                |                                                                   |
| 1950                                                                   | I’m Blue, I’m Lonesome / Boat Of Love                                                                      |                                                                   |
| 1950                                                                   | Blue Grass Ramble / Memories Of You                                                                        |                                                                   |
| 1951                                                                   | Uncle Pen / When The Golden Leaves Begin To Fall                                                           |                                                                   |
| 1951                                                                   | On The Old Kentucky Shore / Poison Of Love                                                                 |                                                                   |
| 1951                                                                   | Lord Protect My Soul / River Of Death                                                                      |                                                                   |
| 1951                                                                   | Kentucky Waltz / The Prisoner’s Song                                                                       | The Prisoner’s Song im Original von Vernon Dalhart                |
| 1951                                                                   | Swing Low Sweet Chariot / Angels Rock Me To Sleep                                                          |                                                                   |
| 1951                                                                   | Rotation Blues / Lonesome Truck Driver’s Blues                                                             |                                                                   |
| 1951                                                                   | Get Down On Your Knees and Pray / I’ll Meet You In Church Sunday Morning                                   |                                                                   |
| 1951                                                                   | Highway Of Sorrow / Sugar Coated Love                                                                      |                                                                   |
| 1951                                                                   | The Brakeman’s Blues / Travelin’ Blues                                                                     |                                                                   |
| 1951                                                                   | Christmas Time’s A-Comin’ / The First Whippoorwill                                                         |                                                                   |
| 1952                                                                   | Letter From My Darlin’ / Rawhide                                                                           |                                                                   |
| 1952                                                                   | I’m On My Way To The Old Home / The First Whippoorwill                                                     |                                                                   |
| 1952                                                                   | When The Cactus Is In Bloom / Sailor’s Plea                                                                |                                                                   |
| 1952                                                                   | Mighty Pretty Waltz / Pike County Breakdown                                                                |                                                                   |
| 1952                                                                   | In The Pines / Footprints In The Snow                                                                      |                                                                   |
| 1953                                                                   | You’re Drifting Away / Walking In Jerusalem                                                                |                                                                   |
| 1953                                                                   | Cabin Of Love / Country Waltz                                                                              |                                                                   |
| 1953                                                                   | Memories Of Mother and Dad / The Little Girl and The Dreadful Snake                                        |                                                                   |
| 1954                                                                   | Changing Partners / Y’all Comin’                                                                           |                                                                   |
| 1954                                                                   | Wishing Waltz / I Hope You Have Learned                                                                    |                                                                   |
| 1954                                                                   | Get Up John / White House Blues                                                                            |                                                                   |
| 1954                                                                   | Happy On My Way / He Will set Your Fields On Fire                                                          |                                                                   |
| 1954                                                                   | Blue Moon Of Kentucky / Close By                                                                           |                                                                   |
| 1954                                                                   | I’m Working On a Building / Voice From On High                                                             |                                                                   |
| 1955                                                                   | Cheyenne / Roanoke                                                                                         |                                                                   |
| 1955                                                                   | Let The Light Shine Down On Me / Wait A Little Longer, Please Jesus                                        |                                                                   |
| 1955                                                                   | Put My Little Shoes Away / Wheel Hoss                                                                      |                                                                   |
| 1956                                                                   | On And On / I Believed In You Darling                                                                      |                                                                   |
| 1957                                                                   | Sitting Alone In The Moonlight / You’ll Find Her Name Written There                                        |                                                                   |
| 1957                                                                   | Fallen Star / Four Walls                                                                                   |                                                                   |
| 1957                                                                   | I’m Sitting On Top Of The World / Molly and Tenbrooks                                                      | I’m Sitting On Top Of The World im Original von Buell Kazee       |
| 1958                                                                   | Sally Jo / Brand New Shoes                                                                                 |                                                                   |
| 1958                                                                   | Scotland / Panhandle County                                                                                |                                                                   |
| 1959                                                                   | Gotta Travel On / No One But Me Darlin’                                                                    |                                                                   |
| 1959                                                                   | Tomorrow I’ll Be Gone / Dark As The Night, Blue As The Day                                                 |                                                                   |
| 1960                                                                   | Lonesome Wind Blues / Come Go With Me                                                                      |                                                                   |
| 1960                                                                   | Precious Memories / Jesus Hold My Hand                                                                     |                                                                   |
| 1961                                                                   | Put My Rubber Doll Away / Linda Lou                                                                        |                                                                   |
| 1962                                                                   | Flowers Of Love / Blue Grass, Part 1                                                                       |                                                                   |
| 1962                                                                   | Toy Heart / Danny Boy                                                                                      |                                                                   |
| 1963                                                                   | Blue Ridge Mountain Blues / How Will I Explain About You                                                   |                                                                   |
| 1963                                                                   | There Was Nothing We Could Do / Big Sandy River                                                            |                                                                   |
| 1963                                                                   | New John Henry Blues / Devil’s Dream                                                                       |                                                                   |
| 1964                                                                   | Darling Corey / Salt Creek                                                                                 | Darling Corey im Original von Buell Kazee                         |
| 1964                                                                   | Shenandoah Breakdown / Mary At The Home Place                                                              |                                                                   |
| 1965                                                                   | Jimmy Brown, The Newsboy / Cindy                                                                           |                                                                   |
| 1965                                                                   | Old Old House / I Live In The Past                                                                         |                                                                   |
| 1966                                                                   | Going Home / Master Building                                                                               |                                                                   |
| 1966                                                                   | When My Blue Moon Turns To Gold Again / Pretty Fair Maiden In The Garden                                   |                                                                   |
| 1968                                                                   | Is The Moon Still Shinin’ / Train 45                                                                       |                                                                   |
| 1968                                                                   | Gold Rush / Virginia Darlin’                                                                               |                                                                   |
| 1969                                                                   | Crossing The Cumberlands / I Haven’t Seen Mary In Years                                                    |                                                                   |
| 1969                                                                   | Fireball Mail / With Body And Soul                                                                         |                                                                   |
| 1970                                                                   | Walk Softly On My Heart / McKinley’s March                                                                 |                                                                   |
| 1971                                                                   | Goin’ Up Caney / Tallahassee                                                                               |                                                                   |
| 1971                                                                   | Lonesome Moonlight Waltz / My Old Kentucky And You                                                         |                                                                   |
| MCA Records                                                            | |                                                                   |
| 1973                                                                   | Tall Pines / Foggy Mountain Top                                                                            | Foggy Mountain Top im Original von der Carter Family              |
| 1973                                                                   | Footprints In The Snow / In The Pines                                                                      | Wiederveröffentlichung                                            |
| 1974                                                                   | Down Yonder / Swing Low Sweet Chariot                                                                      | Down Yonder im Original von den Skillet Lickers                   |
| 1974                                                                   | Mule Skinner Blues / Ruby (Are You Mad)                                                                    | Wiederveröffentlichung bei RCA Victor; B-Seite von Danny Davis    |
| 1977                                                                   | My Sweet Blue Eyed Darling / Monroe’s Blues                                                                |                                                                   |
| 1981                                                                   | Come Hither To Go Yonder / My Last Days On Earth                                                           |                                                                   |

### Alben
| - 1958: Knee Deep In Bluegrass - 1958: I Saw The Light - 1960: Mr. Bluegrass - 1962: Bluegrass Ramble - 1962: My Old Time Country Favourites - 1963: Bluegrass Special - 1964: Country Songs - 1964: I’ll Meet You In Church Sunday Morning - 1965: Bluegrass Instrumentals - 1966: High Lonesome Sound - 1967: Bluegrass Time - 1968: Greatest Hits - 1968: Bill and Charlie (mit Charlie Monroe) - 1969: Voice From On High - 1970: 16 All Time Greatest Hits - 1970: Kentucky Bluegrass - 1971: Country Music Hall of Fame - 1972: Bill Monroe’s Uncle Pen - 1973: Father and Son (mit James Monroe) - 1973: Bean Blossom - 1974: Road Of Life - 1974: Bluegrass Festival Live (mit Lester Flatt) - 1975: The Best | - 1976: Weary Traveler - 1976: Bluegrass Body and Soul - 1977: Bluegrass Memories - 1978: Together Again (mit James Monroe) - 1978: Bill and Doc Sings Country Songs (mit Doc Watson) - 1980: Live At Bean Blossom ‘79 - 1980: The Classic Bluegrass Recordings Vol. 1 - 1981: Master Of Bluegrass - 1983: Bill Monroe and Friends - 1983: Historic Edition - 1984: Orange Blossom Special - 1985: Bill Monroe and the Stars of the Bluegrass Hall of Fame - 1987: Bluegrass ‘87 - 1988: Southern Flavour - 1989: Live At The Opry - 1990: Cryin’ Holy Unto The Lord - 1990: Country Music Hall of Fame - 1991: Mule Skinner Blues - 1992: The Essential 1945-1949 - 1994: Music of Bill Monroe 1936-1994 - 2002: Live At Vanderbilt (mit Lester Flatt) - 2005: The King and The Father (mit Jimmy Martin) |

## Auszeichnungen
- Aufnahme in die Country Music Hall Of Fame, 1970
- Aufnahme in die Nashville Songwriters Hall of Fame, 1971
- Heritage Award, 1982
- Grammy für das Album “Southern Flavour”, 1989
- Aufnahme in die International Bluegrass Music Hall Of Honor
- Lifetime Achievement Award, 1993
- National Medal Of Honor, verliehen von Präsident Bill Clinton, 1995
- postume Aufnahme in die Rock’n’Roll Hall Of Fame, 1997
- postume Aufnahme in die Kentucky Music Hall of Fame, 2002
- postume Auszeichnung von der Academy of Country Music Honors mit dem Pioneer Award, 2006